# ALL LIVING THINGS
ALL LIVING THINGSは、日本の4人組ロックバンド。

## メンバー
- AKIRA（ヴォーカル）
ex-GRUBBY
- ATTO（ドラムス）
ex-GMF
- MATSUDA（ベース）
WRENCHでも活動。
- YAMAMOTO（ギター）
ex-GRUBBY

## 来歴
1998年活動休止状態にはいったGRUBBYのヴォーカリストだったアキラが一緒にプレイしたいと思う人に声をかけた結果、集まった最強のメンツ。
- 各メンバーの今までの活動をたどると、ギターはGRUBBYでウットベースを担当していたヤマモト、ドラムは1998年3月に解散したGMFのアット、ベースは現在もWRENCHで活動中のマツダ。この過去の活動が集約されているのがALL LIVING THINGSのサウンド。又、GRUBBYでは見せなかった日本語歌詞によるヴォーカルも特徴のひとつ。

## ディスコグラフィー

### ミニアルバム
- EXPRESSIONS（1998年7月24日）
- EMISSION (1999年3月3日)

### アルバム
- EGOS（2000年3月1日）
- SURVIVE（2001年6月25日）
- THE FLAG（2002年11月27日）

### ビデオ
- JUST PLAY MUSIC (1999年8月1日)オムニバス
- JUST PLAY MUSIC2 (2002年5月16日)オムニバス